# استربلوس پندولینوس
استربلوس پندولینوس (نام علمی: Streblus pendulinus) نام یک گونه از تیره موراسه است.